# パンドゥカーバヤ
パンドゥカーバヤ (Pandukabhaya) はウパティッサ・ヌワラ王国の王であり、アヌラーダプラ王国最初の君主。ウィジャヤのスリランカ上陸から数えて6代目の王とされる。彼の治世は紀元前437年から紀元前367年まで続いた。多くの歴史家や哲学者によると、彼はウィジャヤの移住以来で最初の生粋のスリランカ人君主であり、シンハラ人と先住民を再編することで両者の争いを終結させたと考えられている。
彼ははウムマダーチッタ王女（パンドゥヴァスデーヴァ王とバッダカッチャヤーナ王妃の子）ディーガガーマニ王子（ディーガーユ王子とディサラ王女）の間に生まれた唯一の子である。パンドゥカーバヤの教師にはパンドゥーラという者がいて、パンドゥーラの息子チャンドラがパンドゥカーバヤの相談相手となった。

## 出自
パンドゥカーバヤの出自については、よく知られた2つの説がある。
マハーワンサによれば、彼の母はウムマダーチッタで父はその縁者であるディーガガーマニ王子とされている。本項は主としてマハーワンサの記述に基づいている。
一方ディーパワンサによれば、パンドゥカーバヤに相当する王はパクンダカ (Pakundaka) として言及されている。これは盗人の意味を持ち、さらにウィジャヤの一族という扱いではない。
ディーガという名は古代シンハラの岩石碑文に数多く登場する。ディーガはインドの西ベンガル州やオリッサ州でも見られるが、それらのいずれもシンハラ岩石碑文よりも時代が遡るものではなく、それらの地域の古文書にも出現することがないため、ディガという語は明らかにスリランカ起源である。

## 子の取り替え
ウムマダーチッタとディーガガーマニは結婚に際して、チッタが生んだ男児をすべて殺さねばならないとの預言を受け、それを約束した。しかしパンドゥカーバヤが生まれると、チッタはこの赤子を死なせることを望まず、同じ日に別の女のもとに生まれた女児とすり替えた。
チッタは自分の父と夫に、生まれたのは女であると伝えた。チッタの母バッダカッチャヤーナだけがすり替えの事実を知っていた。
自らの娘を身代わりに差し出した女は、パンドゥカーバヤ王子をドゥワラマンダラカ（またはドラマンダラワ）と呼ばれる近隣の村に連れて行き、王子は牛飼いの息子として成長した。

## 暗殺の企て
パンドゥカーバヤを襲った最初の生命の危機は、ドゥワラマンダラカへの移動の途中であった。チッタと赤子を取り換えた女は、パンドゥカーバヤをかごに入れて覆いをしていた。運悪く、彼女はチッタの10人の兄弟に出くわしてしまった（兄弟たちは生まれた男子がやがて彼らを滅ぼすことになるのを恐れ、チッタを殺そうと考えていた）。彼らは女にかごの中身を尋ね、女は食べ物であると答えた。答えに納得しなかった兄弟たちは、覆いを取って中を見せろと要求した。そのとき幸運にも2頭の猪が彼らの前を横切ったため、兄弟たちは猪を狩ることに夢中になりかごの事をすっかり忘れてしまった。そのため、赤子は無事に牛飼いのもとに届けられた
（2頭の猪はチトララージャとカーラウェーラというヤッカ族の戦士で、王子を守るために変装していたのであった）。
同じ年、パンドゥヴァスデーヴァ王が崩御し、10人の兄弟のうち長兄アバヤが後継として立った。彼は偉大な王ではなかったが、温厚で特に貧困層から敬愛された。
数年が過ぎパンドゥカーバヤが7歳になったころ、ドゥワラマンダラカで牛飼いの子だと言われているが、実は王家の血を引くことを示す様々な証拠がある、との噂が10人のおじ（チッタの兄弟）にまで届いた。おじたちは宮廷で王女として育てられた女児（取り替えられた子）がチッタの娘ではないと確信していたため、噂の子がチッタの息子ではないかとの疑念を抱いた。おじたちは、村にいる彼らの甥と同じ年頃の男児をすべて殺すよう、兵士を差し向けた。
ドゥワラマンダラカにいるすべての男児は池に追い立てられ、その場で殺されようとしていた。パンドゥカーバヤを除くすべての男児は衣類を脱いだが、彼は服を脱ぐ前にうろのある木を見つけてその中に飛び込んた。兵士たちは目の前の男児を殺して遺体の数と衣服の数を数え、数が合っていたためにパンドゥカーバヤも含めて殺すことができたと思い込んだ。しかし、パンドゥカーバヤは死をまぬがれた。
その時こそパンドゥカーバヤのおじたちは彼を殺すことができたものと満足していたが、数年が経つと牛飼いの息子がさらに王子らしい見栄えになっているという話を聞き、再び疑いを持った。彼らはまたしてもパンドゥカーバヤを暗殺しようとしたが、再び失敗に終わった。
パンドゥカーバヤが16歳のころ、息子の命を案じたチッタ王女は、彼がパンドゥーラというバラモンとともに暮らせるよう計らった。
王となるにふさわしい年齢に達したころ、パンドゥカーバヤはパンドゥーラのもとを去り、従妹のパーリと結婚した。そして彼は王位を巡っておじたちと戦った。17年続いた戦争で、10人のおじのうち8人は死んだ。アバヤはこの間一度もパンドゥカーバヤと戦うことがなく、ギリカンダシーヴァはパーリの父親であったため、いずれも殺されずにすんだ。
パンドゥカーバヤは70年にわたってスリランカに君臨し、崩御するときには豊かで繁栄した国となっていた。

## 事績
- 統治のための組織を確立した。
- 都市を統括する役職であるナガラ・グッティカ（Nagara Gutthika: 知事）を設置し、おじのアバヤを充てた。
- 統治10年目に、島のすべての村に対して境界を定めるよう通告した。これはスリランカの王で初めてのことである[3]。
- アバヤ・ウェワ（英語版）、ガマーニ・ウェワ、ジャヤ・ウェワという3つの貯水池を建設した[5]。

## 関連作品
- Aba（英語版）: パンドゥカーバヤの伝説に基づいた2008年のシンハラ語映画